# HIM International Music
La HIM International Music (華研國際音樂股份有限公司T, 华研国际音乐股份有限公司S, Huá Yán Guójì Yīnyuè GǔfēnyǒuxiàngōngsīP) è un'etichetta discografica taiwanese che è stata fondata nel 1999.

## Storia
La HIM International Music all'inizio era divisa in due etichette differenti, la Grand Music e la Tiger Music. La Grand Music aveva sotto contratto un certo numero di artisti di successo. Yuan Wei-jen ha pubblicato il suo primo album con la Grand Music, ed è stato nominato come Miglior Artista Mandarino al dodicesimo Golden Melody Awards. Poco dopo la nomination, Yuan ha interrotto la carriera da solista ed ha iniziato a produrre gli album degli artisti della HIM International, carriera che ha portato avanti fino al 2004. Dopo le promozioni per la loro raccolta di singoli finita nel 2000, la band taiwanese Power Station si è unita alla Grand Music. In agosto, la Grand Music ha organizzato una Competizione Universale per il Talento e per la Bellezza. Le finali sono state trasmesse sul canale TV Citizen della televisione cinese; la vincitrice è stata Selina Ren. La Grand Music ha selezionato come finaliste anche Ella Chen e Hebe Tien; alla fine le tre ragazze sono state messe insieme in un gruppo dal nome S.H.E. Il primo ottobre del 2000, la Grand Music ha subìto un cambio di nome ed è diventata la HIM International Music. Il 16 maggio 2002, la Tiger Music è diventata la HIM Music Publishing, che lavora sotto la supervisione della HIM International Music.

## Artisti

### Attuali
- Power Station (Yu Chu Hsin, Yen Chih Lin): 2000–in attività
- S.H.E (Selina, Hebe, Ella): 2001–in attività
- Tank: 2005–in attività
- Fahrenheit (Jiro Wang, Calvin Chen, Wu Zun, Aaron Yan): 2005–in attività
- JerryC: 2006–in attività
- Stars Reunion (Yoga Lin, Peter Pan, Judy Chou, Stanly Xu): 2007–in attività
- Liu Li Yang: 2008–in attività

### Passati
- Z-Chen: 2002-2006
- JS: 2004-2006
- Ah Sang: 2003-2006
- Kaira Gong: 2005–2007